# دينوقراطيس
دينوقراطيس من رودس ( كذلك ديانوقراطيس وديموقراطيس، شيروقراطيس ,و ستاسيقراطيس وباليونانية : Δεινοκράτης ο Ρόδιος , عاش في الربع الأخير من القرن الرابع قبل الميلادى .)
كان مهندس معمارى ومستشار فنى لدى الأسكندر الأكبر , هو مشهور بتخطيطه لمدينة الأسكندرية , و محرقة جنازة هيفاستيون الأثرية وإعادة بناء معبد أرتميس في إفسس , وكذلك أعمال أخرى .

## اقتراح مدينة جبل آثوس
قبل بناء الإسكندرية عندما كان يبحث الإسكندر لبناء مدينة في مجده، اقترح دينوقراطيس بناء مدينة على جبل آثوس في اليونان , رفض الإسكندر الاقتراح لأن دينوقراطيس لم يأخذ في الاعتبار الظروف المعيشية للسكان عندما اعترف بأنه خطط بألا يتم زرع الحبوب بالقرب من المدينة بل نقلها للمدينة عن طريق البحر، حيث كان موقع الأسكندرية الحالى كان أكثر خصوبة وانفتاحاً من التضاريس القاسية لجبل آثوس.

## تخطيط الإسكندرية
في عام 332 قبل الميلاد، عينه الأسكندر مدير الدراسات والتخطيط الحضرى لمدينة الأسكندرية، والذي صٌممت على النمط الهيبودامى (( مثل رقعة الشطرنج)) الذي كان مؤثر في تخطيط المدن الهلنستية، وساعده كليومنسمن ناوكراتيس و كراتيس من أولينثوس وهو مهندس هيدروليكى بارع قام ببناء محطات المياه للمدينة ونظام الصرف الصحى المطلوب في الموقع المنخفض.

## محرقة هيفاستيون
في بابل قام بتصميم النصب الجنائزى لقائد الأسكندر هيفاستيون ( مات في 324 قبل الميلاد) , والتي وصفها ديودورس الصقلى , آريانوس , سترابو و بلوتارخ و آخرون . كانت مبنية من الحجر (غير متوافر محلياً) في محاكاة لمعبد بابلى (زقورة) , طولها 6 طوابق، ومطلية بالذهب بالكامل.

## معبد أرتميس الثانى
تعاون دينوقراطيس مع بايونيس من إفسس وديمتريوس في إعادة بناء معبد أرتميس - أحد عجائب الدنيا السبع - والذي دمره هيروستراتوس في عمل من أعمال الحرق في يوم 21 يوليو 356 قبل الميلاد، ويقال أن ذلك كان في نفس ليلة ميلاد الإسكندر الأكبر.

## أعمال أخرى
وذكر فيتروفيو دينوقراطيس، في الأطروحة المعمارية الوحيدة الباقية من العصور القديمة، لخطته لنحت صورة ضخمة للأسكندر في جانب جبل آثوس، ممسكاً بمدينة صغيرة في يد وفي اليد الأخرى يسكب من إبريق عملاق نهر في بحر . ذلك عمل على نصب جنائزى غير مكتمل لوالد الأسكندر فيليب الثاني المقدوني , وأعمال أخرى تتضمن العديد من خطط المدن ومعابد في دلفي و ديلوس ومدن يونانية أخرى.